# Kelurahan Sukapura (administrativ by i Indonesien, Jawa Barat, lat -6,93, long 107,65)
Kelurahan Sukapura är en administrativ by i Indonesien.   Den ligger i provinsen Jawa Barat, i den västra delen av landet, 120 km sydost om huvudstaden Jakarta.